# Arrondissement de Lascahobas
Arrondissement de Lascahobas (franska: Lascahobas) är ett arrondissement i Haiti.   Det ligger i departementet Centre, i den östra delen av landet, 60 km nordost om huvudstaden Port-au-Prince. Antalet invånare är 153 401. Arean är 623 kvadratkilometer.
Terrängen i Arrondissement de Lascahobas är varierad.